# Joey Graham
 (novembre 2019).
Si vous disposez d'ouvrages ou d'articles de référence ou si vous connaissez des sites web de qualité traitant du thème abordé ici, merci de compléter l'article en donnant les références utiles à sa vérifiabilité et en les liant à la section « Notes et références ».
Pour les articles homonymes, voir Graham.
Joseph « Joey » Graham est un joueur professionnel de basket-ball. Il est né le 11 juin 1982 à Wilmington dans le Delaware. Il a un frère jumeau Stevie Graham, lui aussi joueur professionnel de basket-ball.

## Biographie

### Carrière universitaire
Joey intègre avec son frère l'université d'État de l'Oklahoma, bien que rivaux, les frères s'allient pour rendre l'équipe des Cowboys plus forte, Joey s'affirme comme un leader, un joueur extrêmement athlétique capable de prendre le contrôle du jeu.

### Draft
Il se présente à la draft 2005 de la NBA, ainsi que son frère, mais seul Joey est retenu, en 16e position par les Raptors de Toronto.

### Carrière NBA
À son arrivée chez les Raptors, Joey Graham marque environ 7 points par match. En juillet 2008, il voit son contrat renouvelé avec les Raptors. En 2009, il rejoint les Nuggets de Denver de Carmelo Anthony.
Le 30 juillet 2010, il signe chez les Cavaliers de Cleveland.

### Rivalité avec son frère
Que ce soit au lycée, ou à l'université les frères jumeaux ont toujours eu une petite rivalité qui s'est un peu dissipée à l'entrée de Joey en NBA, cependant depuis que Stephen a intégré les Indiana Pacers, les commentateurs et observateurs ne peuvent s'empêcher de dire que les deux frères ont le même genre de jeu, très athlétique et tourné vers le panier.